# Hiroji Katō
Pour les articles homonymes, voir Katō.
Ne doit pas être confondu avec Hifumi Katō.
Hiroji Katō est un joueur de shogi japonais né le 15 septembre 1923 à Nagoya et mort le 15 septembre 2013 à Tokorozawa.
Il fut battu en finale du Osho (le troisième tournoi majeur de shogi le plus ancien) en 1964 et de la Coupe NHK en 1961, à chaque fois par le Meijin Yasuharu Oyama.

## Biographie et carrière
Hiroji Katō est né en septembre 1923 à Nagoya.
Devenu joueur professionnel en 1944 pendant la Seconde Guerre mondiale, il remporta le tournoi des joueurs de classe B (la coupe Sansha organisée de 1953 à 1958) en 1955 et le prix Takamatsunomiya pour sa deuxième place (finaliste) de la Coupe Shimbunsha de Tokyo en 1963.
Il fut finaliste du tournoi Osho en 1964 (battu en finale par Yasuharu Oyama) et  de la Coupe Shimbunsha de Tokyo en 1963
Hiroji Katō participa à la ligue A de sélection du challenger le titre de Meijin pendant 10 années de 1959 (classé 8e dan) à 1969-1970. Il fut classé premier  ex æquo  de la ligue A à l'issue du tournoi de classement de la saison 1964-1965 avec un score de 7 à 2 (battu en match de départage par Michiyoshi Yamada) et  deuxième ex æquo après les saisons 1959-1960 (5-3), 1960-1961 (6-3), 1963-1964 (6-3), 1965-1966 (6-3) et seul deuxième en 1966-1967 (5-3).
Classé 9e dan à partir de 1984, il prit sa retraite en 1990.
Il est mort en 1988.